# Christian Sinding
Christian Sinding (født 11. januar 1856, død 3. december 1941 i Norge) var en norsk komponist. Stod fra 1890'erne og frem til 1920'erne ved siden af Edvard Grieg og Johan Svendsen centralt i europæisk musikliv.
Har skrevet fire symfonier, tre violinkoncerter og en klaverkoncert, har også skrevet klaver- og strygekvintetter, samt nogle små klaverstykker.
Hans ca. 250 sange indtager en central plads i den nordiske romancelitteratur. Hans bedst kendte værk er Frühlingsrauschen for klaver.

## Liv og virke
Sinding blev født i Kongsberg, og studerede først musik i Oslo, før han flyttede til Tyskland og studerede under Salomon Jadassohn ved Landeskonservatorium der Musik zu Leipzig. Han boede det meste af sit liv i Tyskland, men fik regelmæssig økonomisk støtte fra Norge. I 1920 og 1921 var han i USA for at undervise i komposition ved Eastman School of Music i Rochester, New York.
Sinding og konen Augustas første faste bopæl var Statens æresbolig Grotten, hvor de flyttede ind i 1924.
Hans mange lyriske pianostykker og sange, fik mange til at anse Sinding som Edvard Griegs efterfølger. Sinding huskes i dag bedst for et af disse stykker, Frühlingsrauschen (norsk: Vårbrus) fra 1896. Blandt hans andre værker er fire symfonier, tre violinkoncerter, en pianokoncert, kammermusik og en opera, Det hellige Bjerg fra 1914.
Sinding modtog flere udmærkelser. Han blev blandt andet udnævnt til ridder af 1. kl. af St. Olavs Orden i 1899 og modtog storkors af samme orden i 1938. Han blev indmeldt i Nasjonal Samling efter den tyske invasion i Norge i 1940.
Den norske sanger Per Vollestad tog i 2002 doktorgraden ved Norges musikkhøgskole på Christian Sindings værker. Han har udgivet flere cd-er med Sindings sange, og har også udgivet to bøger om Sinding.

## Priser og hædersbevisninger
- 1905 – Medlem af det svenske Kungliga Musikaliska Akademien
- 1905 – Kommandør af Vasaordenen
- 1909 – Æresmedlem i Königliche Akademie der Künste i Berlin
- 1910 – Tildelt komponistgage fra den norske stat
- 1916 – Kommandør af St. Olavs Orden
- 1921 – Tildelt æresløn fra Stortinget
- 1921 – Tildelt Grotten som æresbolig
- 1938 – Storkorset af St. Olavs Orden